# Volfartice
Volfartice är en ort i Tjeckien. Den ligger i den norra delen av landet, 70 km norr om huvudstaden Prag. Volfartice ligger 320 meter över havet och antalet invånare är 599.
Terrängen runt Volfartice är kuperad åt nordväst, men åt sydost är den platt. Terrängen runt Volfartice sluttar söderut. Runt Volfartice är det tätbefolkat, med 369 invånare per kvadratkilometer. Närmaste större samhälle är Děčín, 17,7 km väster om Volfartice. Runt Volfartice är det i huvudsak tätbebyggt.